# H.Kodihalli, Mandya
H.Kodihalli là một làng thuộc tehsil Mandya, huyện Mandya, bang Karnataka, Ấn Độ.